# Per Forssman
Per Axel Forssman, född 8 februari 1861 i Stigtomta, Södermanlands län, död 20 juli 1928 i Kattarp, Skåne län, var en svensk disponent och riksdagsman (högern).

## Biografi
Forssman var son till häradsskrivaren Lars Peter Forssman och Hilda Josefina Wåhlin. Han blev medicine filosofie kandidat 1882, anställd vid kontrollen av brännvinstillverkningen och denatureringen 1887, övergick till sockerindustrin 1889, genomgång av en kurs i Schule für die Zuckerindustrie, Braunschweig 1890, anställd vid Örtofta och Staffanstorps råsockerfabriker 1890–1893, disponent för Roma sockerbruk på Gotland 1893–1918 och ledde dess byggnation, disponent för Hasslarps råsockerfabrik 1918.
Han var ledamot av riksdagens första kammare från 1912 till lagtima riksdagen 1919, invald i Gotlands läns valkrets. Forssman satt bevillningsutskottet, särskilt utskott för 8-timmarsdagen. Han tillhörde 1919 års kommunalskattekommission, var ordförande i Gotlands handelskammare och var förste vice ordförande i Skånes handelskammares arbetsutskott.
Forssman gifte sig 1894 med Hedvig Erika Lindqvist (född 1869), dotter till kyrkoherden Herman Lindqvist och Hulda Billing.

## Utmärkelser
- Riddare av Vasaorden (RVO)[4]